# Vandenboschia cystoserioides
Vandenboschia cystoserioides är en hinnbräkenväxtart som först beskrevs av Christ, Marie Laure Tardieu och C. Chr., och fick sitt nu gällande namn av Ren-Chang Ching. Vandenboschia cystoserioides ingår i släktet Vandenboschia och familjen Hymenophyllaceae. Inga underarter finns listade.